# Hartzviller
Hartzviller là một xã trong vùng Grand Est, thuộc tỉnh Moselle, quận Sarrebourg, tổng Sarrebourg. Tọa độ địa lý của xã là 48° 40' vĩ độ bắc, 07° 05' kinh độ đông. Hartzviller nằm trên độ cao trung bình là 300 mét trên mực nước biển, có điểm thấp nhất là 275 mét và điểm cao nhất là 376 mét. Xã có diện tích 4,14 km², dân số vào thời điểm 2004 là 919 người; mật độ dân số là 224,1 người/km². Xã nằm khoảng 8 km về phía đông nam của Sarrebourg.

## Thông tin nhân khẩu
| 1962 | 1968 | 1975 | 1982 | 1990 | 1999 |
| ---- | ---- | ---- | ---- | ---- | ---- |
| 785  | 853  | 899  | 913  | 849  | 871  |